# Giro d'Italia Ciclocross 2015-2016
Navigation
2014-2015 2017-2018
Le Giro d'Italia Ciclocross 2015-2016 a eu lieu d'octobre 2015 à janvier 2016. Il comprend cinq manches masculines et féminines.

## Barème
Chaque manche attribue des points aux quinze meilleurs de l'épreuve selon le système suivant.
| Position | 1° | 2° | 3° | 4° | 5° | 6° | 7° | 8° | 9° | 10° | 11° | 12° | 13° | 14° | 15° |
| Points   | 30 | 26 | 22 | 19 | 16 | 13 | 11 | 9  | 7  | 6   | 5   | 4   | 3   | 2   | 1   |

## Hommes élites

### Calendrier et podiums
| # | Date       | Lieu               | Vainqueur          | Deuxième          | Troisième         | Leader du général |
| - | ---------- | ------------------ | ------------------ | ----------------- | ----------------- | ----------------- |
| 1 | 25/10/2015 | Fiuggi             | Gioele Bertolini   | Nadir Colledani   | Marco Bianco      | Gioele Bertolini  |
| 2 | 01/11/2015 | Portoferraio       | Cristian Cominelli | Nicolas Samparisi | Stefano Capponi   | Marco Bianco      |
| 3 | 06/12/2015 | Asolo              | Gioele Bertolini   | Enrico Franzoi    | Nicolas Samparisi | Gioele Bertolini  |
| 4 | 13/12/2015 | Montalto di Castro | Cristian Cominelli | Nadir Colledani   | Nicolas Samparisi | Nadir Colledani   |
| 5 | 06/01/2016 | Rome               | Gioele Bertolini   | Nadir Colledani   | Stefano Sala      | Nadir Colledani   |

### Classement général[2]
| Pos. | Coureur            | Points |
| ---- | ------------------ | ------ |
| 1    | Nadir Colledani    | 110    |
| 2    | Nicolas Samparisi  | 93     |
| 3    | Gioele Bertolini   | 90     |
| 4    | Cristian Cominelli | 84     |
| 5    | Marco Bianco       | 73     |
| 6    | Stefano Capponi    | 65     |
| 7    | Stefano Sala       | 53     |
| 8    | Marco Ponta        | 40     |
| 9    | Luca De Nicola     | 30     |
| 10   | Yari Cisotto       | 24     |

## Femmes élites

### Calendrier et podiums
| # | Date       | Lieu               | Vainqueur           | Deuxième        | Troisième          | Leader du général   |
| - | ---------- | ------------------ | ------------------- | --------------- | ------------------ | ------------------- |
| 1 | 25/10/2015 | Fiuggi             | Alice Maria Arzuffi | Chiara Teocchi  | Sara Casasola      | Alice Maria Arzuffi |
| 2 | 01/11/2015 | Portoferraio       | Chiara Teocchi      | Alessia Bulleri | Sara Casasola      | Chiara Teocchi      |
| 3 | 06/12/2015 | Asolo              | Eva Lechner         | Chiara Teocchi  | Anna Oberparleiter | Chiara Teocchi      |
| 4 | 13/12/2015 | Montalto di Castro | Chiara Teocchi      | Alessia Bulleri | Sara Casasola      | Chiara Teocchi      |
| 5 | 06/01/2016 | Rome               | Alice Maria Arzuffi | Eva Lechner     | Chiara Teocchi     | Chiara Teocchi      |

### Classement général[2]
| Pos. | Coureur              | Points |
| ---- | -------------------- | ------ |
| 1    | Chiara Teocchi       | 134    |
| 2    | Alessia Bulleri      | 109    |
| 3    | Sara Casasola        | 88     |
| 4    | Rebecca Gariboldi    | 62     |
| 5    | Alice Maria Arzuffi  | 60     |
| 6    | Eva Lechner          | 56     |
| 7    | Giovanna Michieletto | 55     |
| 8    | Alessia Verrando     | 47     |
| 9    | Elena Leonardi       | 46     |
| 10   | Francesca Baroni     | 37     |